# Qàssim ibn Àsbagh
Abu-Muhàmmad Qàssim ibn Àsbagh ibn Muhàmmad ibn Yússuf ibn Nàssih ibn Atà al-Bayyaní, més conegut senzillament com a Qàssim ibn Àsbagh fou un historiador i tradicionista musulmà andalusí nascut a Baena entre 859 i 862 i mort a Còrdova en 951/952.
Va escriure nombroses obres, entre elles algunes genealogies, així d'altres sobre els títols d'honor dels omeies, els quraixites i els kinana. La seva obra principal fou la traducció del Libri Septem adversus paganos d'Orosi.